# Chrysochroa

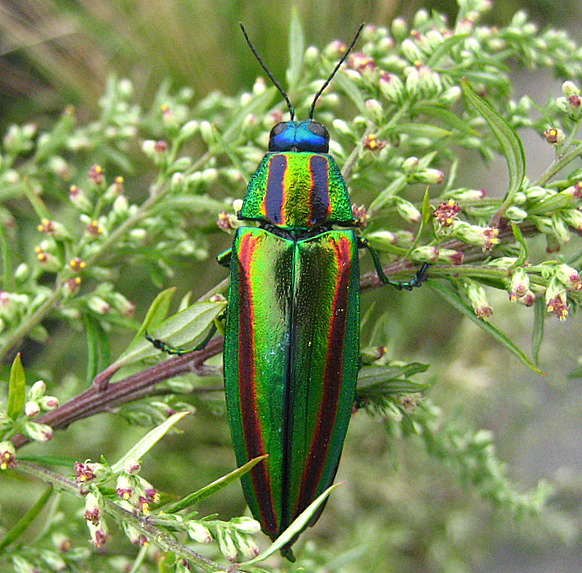
Chrysochroa fulgidissima

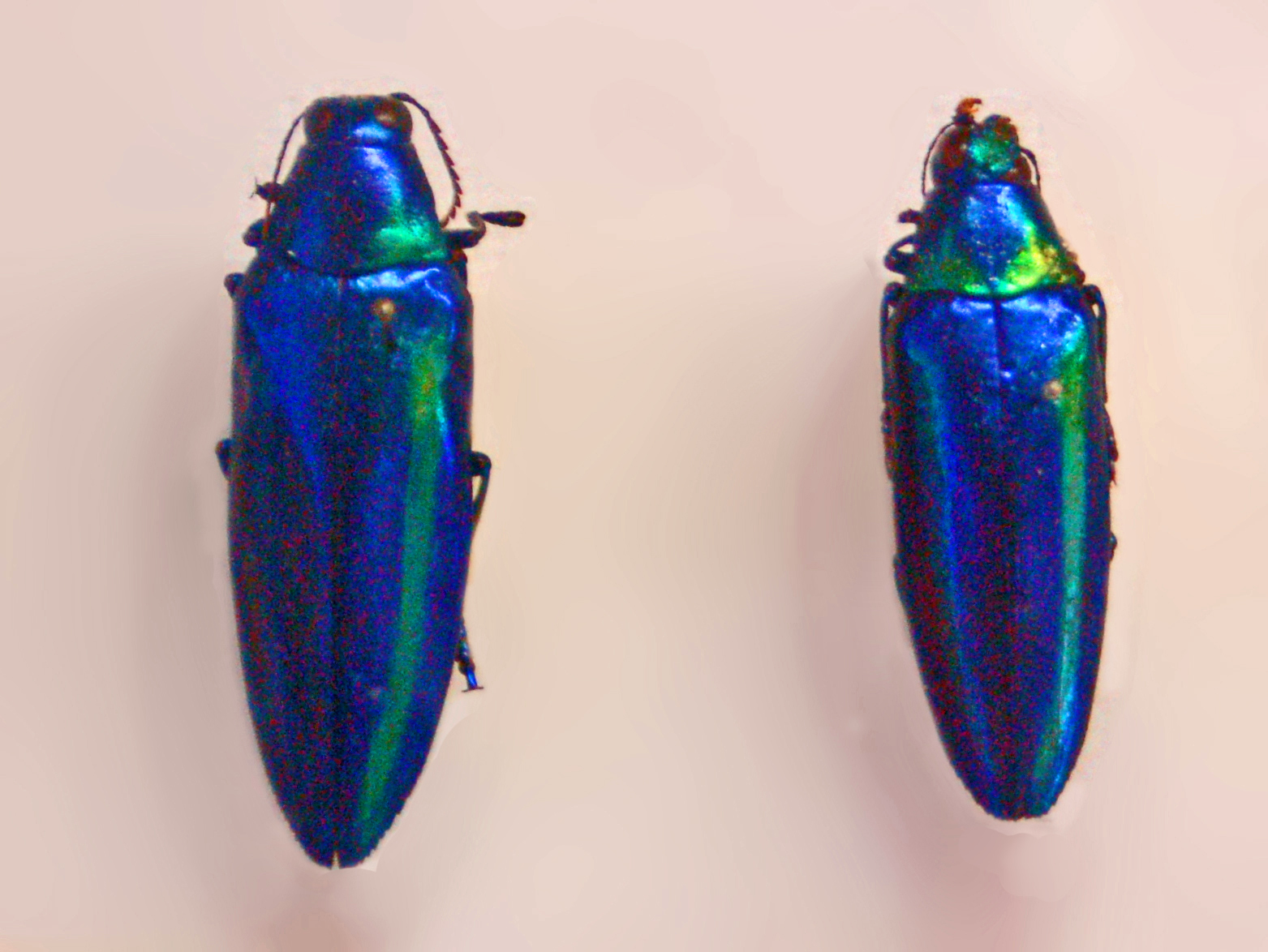
Chrysochroa rajah

Chrysochroa – rodzaj chrząszczy z rodziny bogatkowatych, podrodziny Chrysochroinae i plemienia Chrysochroini.

## Morfologia
Bogatkowate o ciele z wierzchu nie silnie wypukłym. Na głowie obecna bruzda przebiegająca przez górną powierzchnię czoła. Oczy duże, położone raczej blisko siebie. Odległość między oczami nie większa niż ich długość. Pokrywy szersze od przedplecza, wysmukłe, zaokrąglone na wierzchołku.

## Występowanie
Najwięcej gatunków związanych jest z krainą orientalną, nieliczne palearktyczne (Japonia, Korea). Większość gatunków rodzima dla Azji Południowo-Wschodniej, wiele także indyjskich.

## Taksonomia
Rodzaj został opisany w 1833 roku przez Pierre’a François Marie Auguste’a Dejeana.
Wyróżnia się 6 podrodzajów oraz 17 gatunków nie zaklasyfikowanych do żadnego z nich:
- podrodzaj: Chrooxantha Hołyński, 2009
- podrodzaj: Chrysochroa s. str. Dejean, 1833
- podrodzaj: Chyroxantha Hołyński, 2009
- podrodzaj: Pyranthe Gistel, 1834
- podrodzaj: Pyroxantha Hołyński, 2009
- podrodzaj: Xanthodema Hołyński, 2009
- podrodzaj: incertae sedis
  - Chrysochroa akiyamai Lander, 1989
  - Chrysochroa annamensis Bourgoin, 1924
  - Chrysochroa bloetei Théry, 1935
  - Chrysochroa celebensis Obenberger, 1932
  - Chrysochroa celebigena Obenberger, 1935
  - Chrysochroa chongi Endo, 1992
  - Chrysochroa corbetti Kerremans, 1893
  - Chrysochroa gestroi Kurosawa, 1978
  - Chrysochroa holstii Waterhouse in Waterhouse & Gahan, 1890
  - Chrysochroa jasienskii Hołyński, 2009
  - Chrysochroa limbata Nonfried, 1891
  - Chrysochroa ludekingii Snellen von Vollenhoeven, 1864
  - Chrysochroa ocellata (Fabricius, 1775)
  - Chrysochroa pseudoludekingii Lander, 1992
  - Chrysochroa sakaii Ohmomo, 1999
  - Chrysochroa similis Saunders, 1867
  - Chrysochroa toulgoeti Descarpentries, 1982